# Georgsmarienhütte

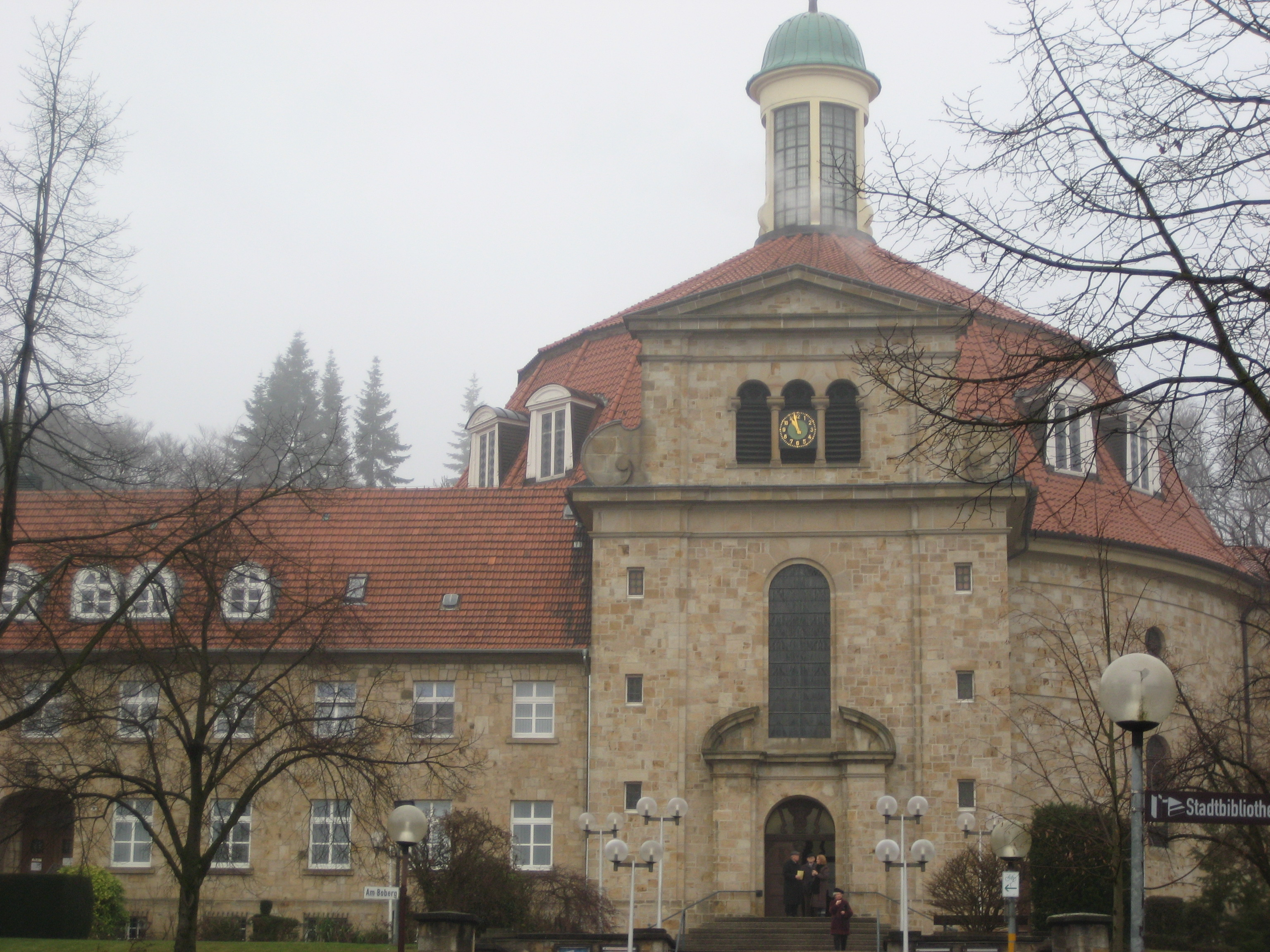
Zamek w dzielnicy Ohrbeck

Georgsmarienhütte – miasto oraz gmina samodzielna (niem. Einheitsgemeinde) w Niemczech, w kraju związkowym Dolna Saksonia, w powiecie Osnabrück. Leży na południe od miasta Osnabrück, na pogórzu lasu Teutoburskiego.

## Współpraca
- Blankenburg (Harz), Saksonia-Anhalt
- Bournemouth, Wielka Brytania
- Emmen, Holandia
- gmina Kłodzko, Polska
- Ramat ha-Sharon, Izrael
- Remagen, Nadrenia-Palatynat
- Saint-Macaire-en-Mauges, Francja

## Osoby

### urodzone w Georgsmarienhütte
- Silke Spiegelburg – niemiecka lekkoatletka, specjalizująca się w skoku o tyczce.